# Irish Terrier
Der Irish Terrier  ist eine von der FCI anerkannte irische Hunderasse (FCI-Gruppe 3, Sektion 1, Standard Nr. 139).

## Herkunft und Geschichtliches
Die Herkunft des Irish Terriers ist wie bei den meisten anderen Terrierrassen unbekannt. Einer seiner Vorfahren war aber mit hoher Wahrscheinlichkeit der heute nicht mehr vorhandene drahthaarige Black-and-Tan-Terrier. Seit 1870 wird er gezüchtet und auf Ausstellungen gezeigt. Der Irish Terrier Club wurde 1879 gegründet. Erstmals wurde er in Glasgow ausgestellt. Die Rasse wurde nie im größeren Ausmaß gezüchtet und ist nicht sehr populär.

## Beschreibung
Der Irish Terrier ein Hund von mittlerer Größe: etwa ~47 cm groß und ~12 kg schwer, einheitlich leuchtend rot, rot-weizenfarben oder gelblich-rot mit dichtem und drahtigem Haar. Die Ohren sind klein, V-förmig, mäßig dick, zuweilen dunkler als das restliche Haar, gut auf dem Kopf angesetzt und fallen dicht an den Wangen nach vorn.

## Verwendung und Charakter
Der Irish Terrier ist wegen seiner großen Anpassungsfähigkeit sowohl als Begleithund als auch als Wachhund beliebt. Darüber hinaus ist er als kinderfreundlicher Familienhund bekannt, ist jedoch kein Anfängerhund. Manche werden auch als Rettungshund ausgebildet. In einigen Fällen wird er als Jagdhund geführt, er ist jedoch meist nicht wirklich apportierfreudig.
Unterwürfigkeit ist bei ihm seltener anzutreffen als bei anderen Rassen. Gerade deshalb benötigt die Rasse eine konsequente Erziehung. Im Umgang mit größeren Hunden tritt der Irish Terrier häufig respektlos auf. Im englischen Standard wird sein Charakter treffend mit dem Hinweis a little too ready angesprochen: Er ist jederzeit zu einer Auseinandersetzung mit Artgenossen bereit, wenn er sich provoziert fühlt. Seinem Besitzer gilt jedoch stets seine unbedingte Zuneigung.
Jack London schreibt in seinem Buch Jerry, der Insulaner folgendes über diese Rasse: „Ein Hund aus Gold – außen wie innen“.

## Irish Terrier im Spielfilm
- 1979: Killeny, der singende Hund nach Jerry, der Insulaner (Fluffy von der Frankenlerche)[1]
- 2007: Rexx, der Feuerwehrhund (Firehouse Dog wurde mit drei vers. Irish Terrier gedreht)[2]
- 2011: Beethovens abenteuerliche Weihnachten (Nebenrolle)
- 2021:Finch (zweite Hauptrolle)

## Fotogalerie

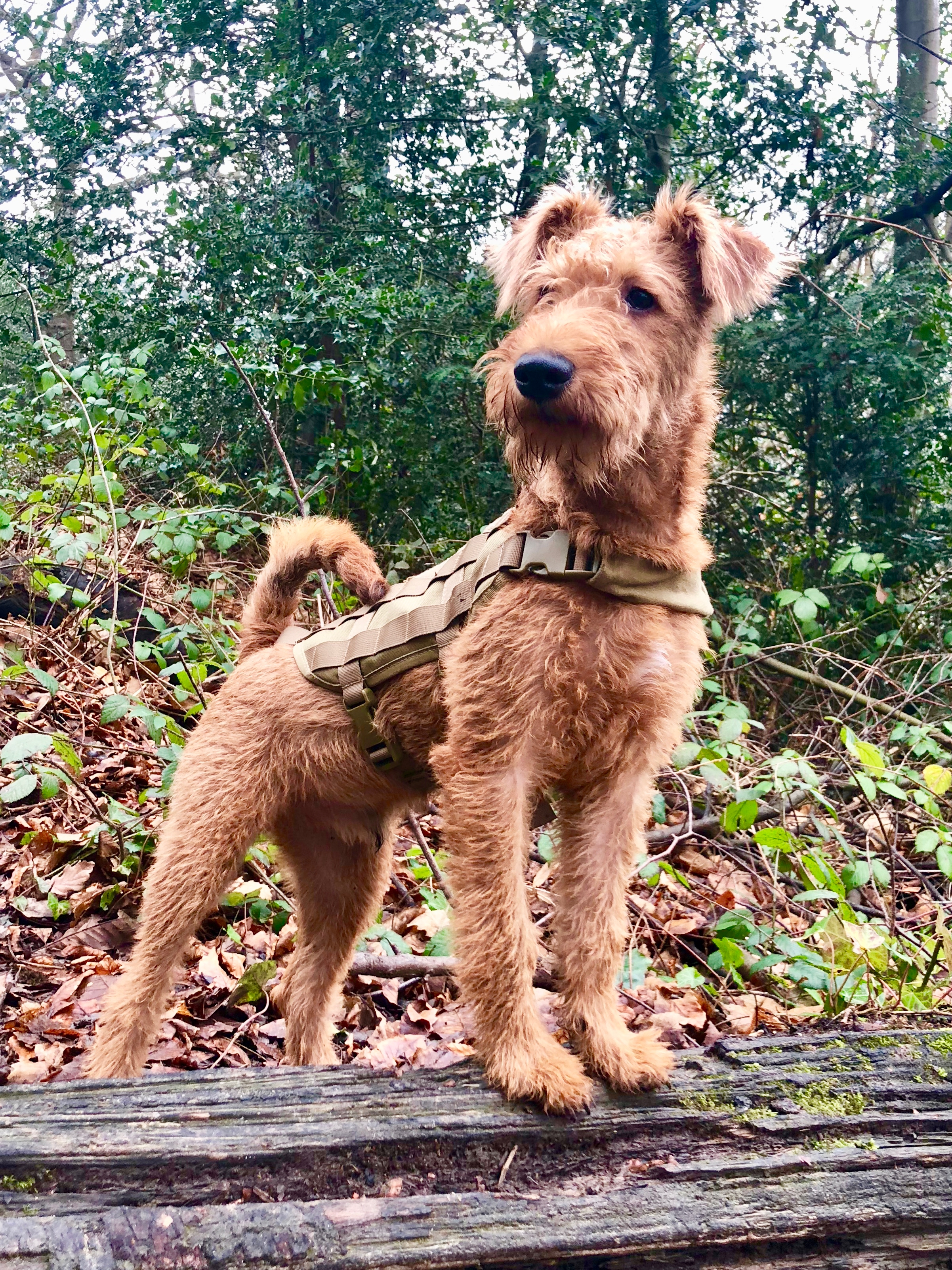
Irish Terrier
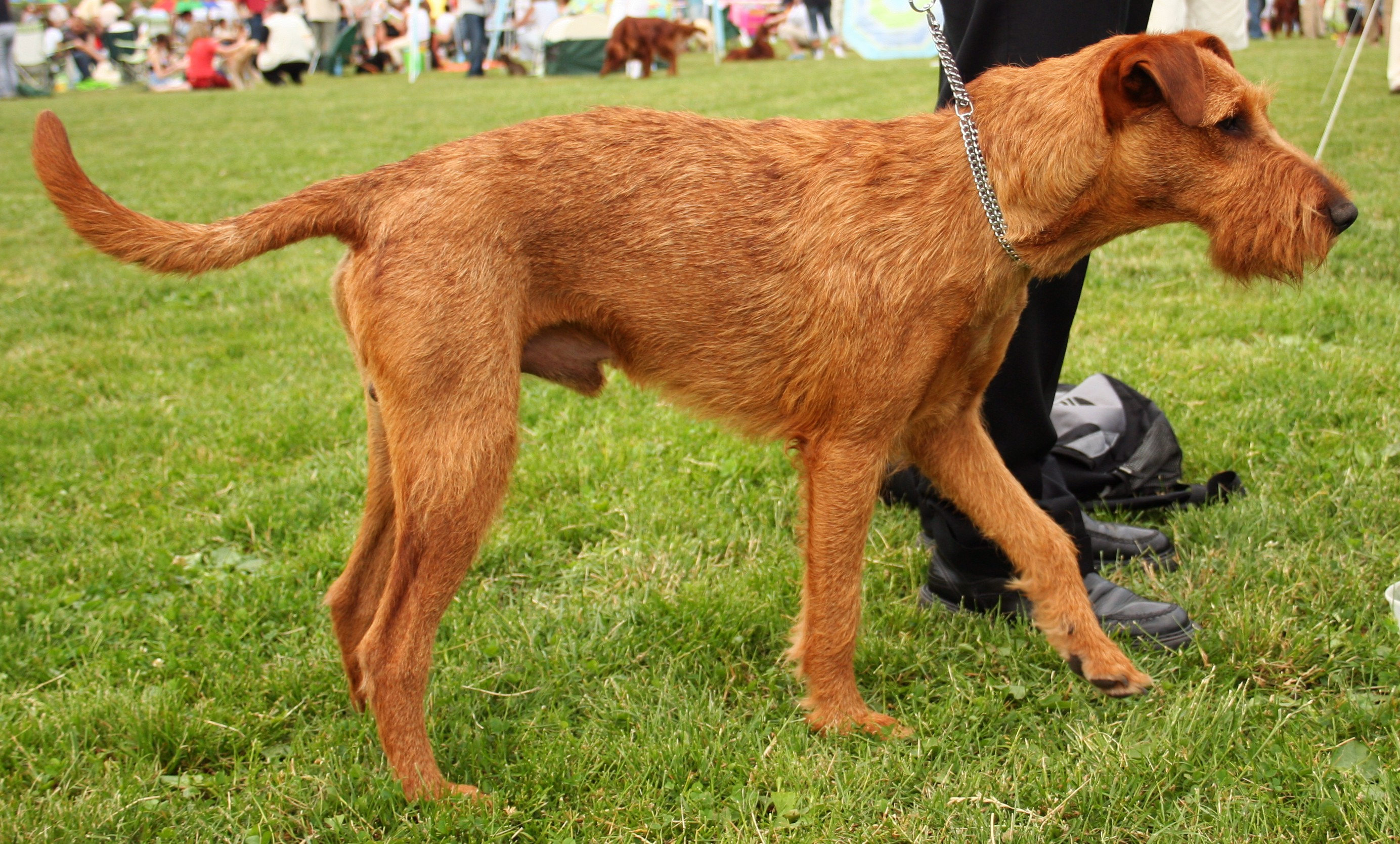
Irish Terrier
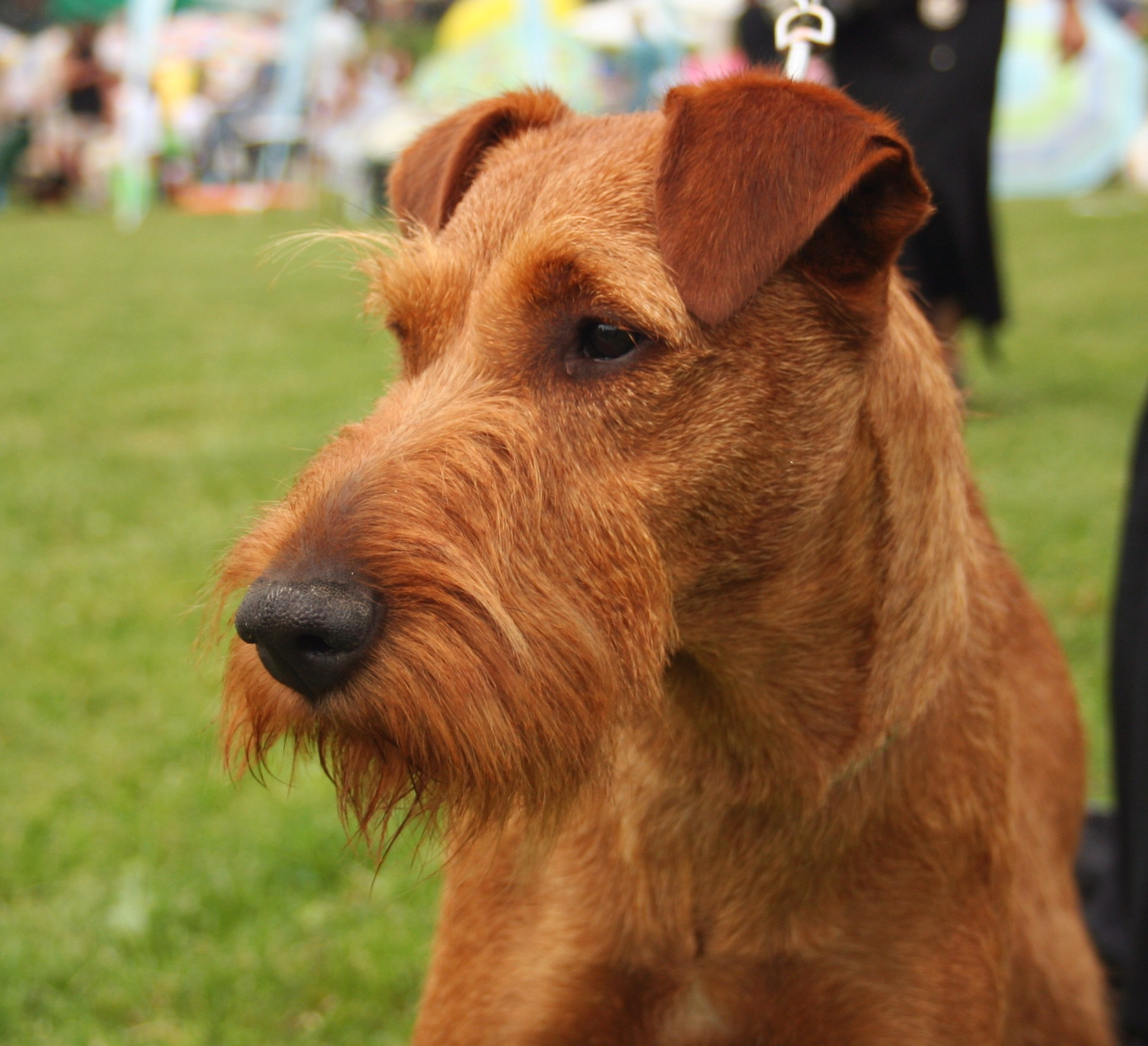
Irish Terrier
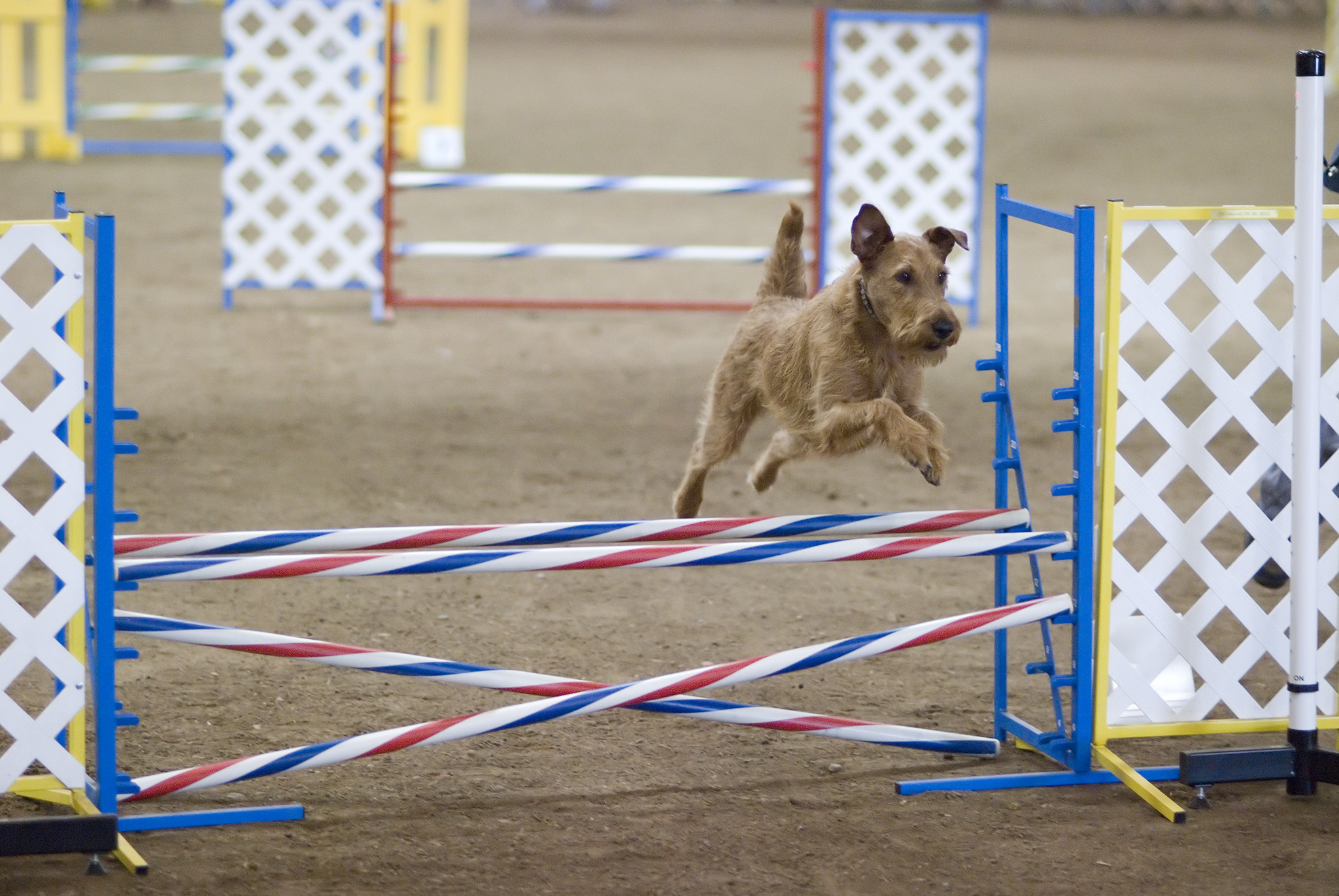
In einem geschickten Sprung
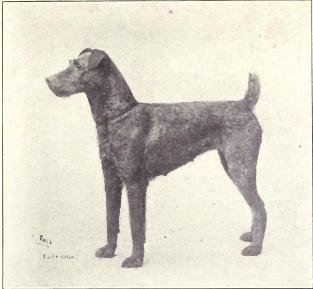
Irish Terrier um 1915
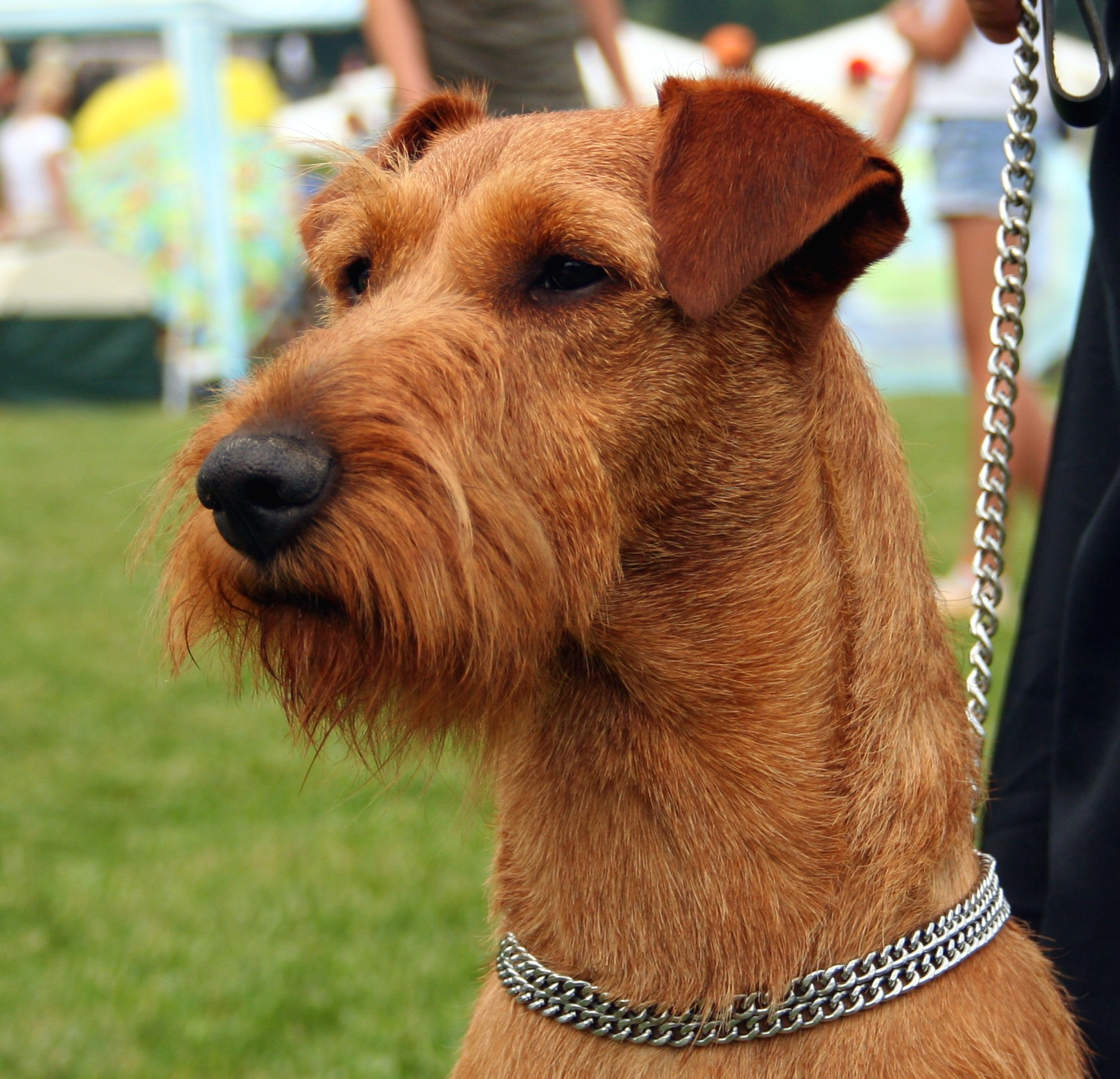
Irish Terrier
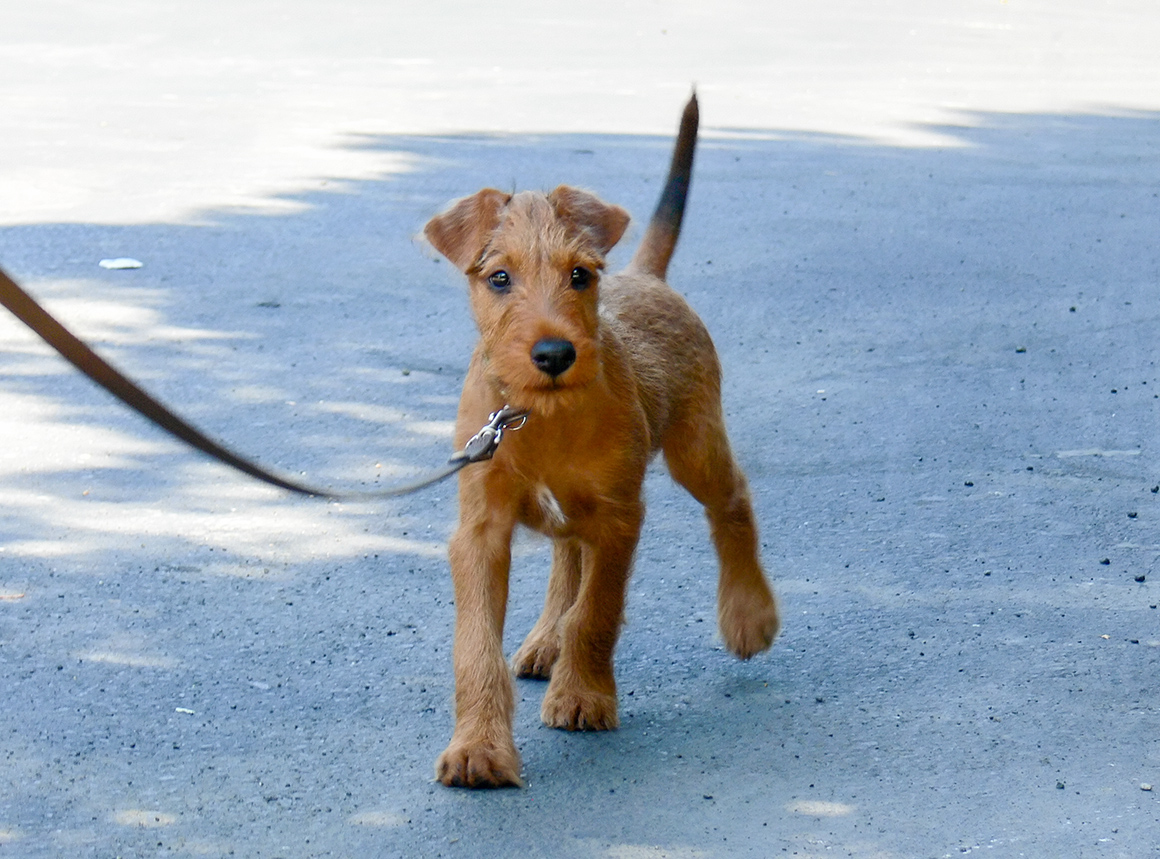
Junger Irish Terrier

## Irish Terrier in der Literatur
„Als ich mich aufrichtete, sah ich, daß sie weinte.
...»Um Gottes willen, Pat…«
...Ich hatte gelernt, daß man sich auf nichts anderes verlassen konnte als auf sich selbst und höchstens noch auf einen Kameraden.

...Es war etwas ganz anderes, aber schließlich war Pat auch den ganzen Tag allein.
...»Ein Hund!« sagte ich überrascht, »verflucht ja, ein Hund! Da hast du recht! Mit einem Hund ist man nie allein.«
...Es war ein wunderschöner, spielerischer Hund. Die Beine gerade, der Körper quadratisch, der Kopf viereckig, klug und frech.
...»Weißt du, was du da gekriegt hast?« fragte Gustav mich draußen. »Ganz was Rares. Einen Irischen Terrier. Primissima. Ohne jeden Fehler. Und einen Stammbaum dazu... .«

...»Ich muß jetzt meine Abendvisite machen. Ich möchte, daß Sie mitkommen.«
...Zimmer um Zimmer ging es weiter, Zimmer um Zimmer war es dasselbe – stöhnende, verkrampfte Körper, regungslose, fast erloschene Gestalten, ein Knäuel, eine endlos scheinende Reihe von Jammer, Angst, Ergebung, Schmerz, Verzweiflung, Hoffnung, Not.
...»Sie haben jetzt gesehen, daß viele dieser Menschen schlimmer krank sind als Pat Hollmann. Manche von ihnen haben nichts mehr als ihre Hoffnung. Aber die meisten kommen durch. ...Man kann nichts voraus wissen. Der Todkranke kann den Gesunden überleben. Das Leben ist eine sonderbare Angelegenheit.«

...Ich fuhr los. In der Nikolaistraße fiel mir ein, daß ich den Hund vergessen hatte. Ich drehte um und fuhr zurück, um ihn zu holen.
...Der Terrier sprang mir entgegen, beschnupperte mich und leckte mir die Hand. Seine Augen schimmerten grün im schrägen Schein, der von der Straße hereinfiel. ...Ich nahm den Hund, der sich warm an mich drängte, und ging. Geschmeidig, mit langen, weichen Bewegungen, lief er neben mir her zum Wagen.
...Der Hund riß sich los und schoß bellend zwischen meinen Beinen hindurch ins Zimmer.
»Mein Gott!« rief Pat. »Das ist ja ein Irischer Terrier!« ...Sie war ganz atemlos vor Freude.“

Aus dem Roman „Drei Kameraden“ von Erich Maria Remarque